# Bernard Stiegler
Bernard Stiegler, (Villebon-sur-Yvette, 1 de abril de 1952-6 de agosto de 2020) fue un filósofo francés. 
Doctor por la Escuela de Estudios Superiores en Ciencias Sociales, fue director del departamento de desarrollo cultural de Centro Pompidou, en el que dirigió el Institut de recherche et d'innovation (IRI), creado a iniciativa suya en 2006. Fue también el fundador en 2005 del grupo cultural y político Ars Industrialis y fundador en 2010 de la escuela de filosofía  Ecole de Philosophie d’Epineuil-le-Fleuriel. Su  trabajo mejor conocido es La Técnica y el Tiempo, 1: El Pecado de Epimeteo.

## Obra

### Filosofía y técnica
Según Bernard Stiegler, la filosofía griega se constituye en la medida que prescinde de la cuestión de la técnica. Relegando la técnica a algo exterior, la filosofía crea un espacio interior, ese ámbito de saber pleno con el cual se identifica. La filosofía se estructura desmarcándose de aquello que llama la técnica (el saber hueco), en el cual se inspiran los sofistas. Este afuera además no contribuye para nada al saber pleno y por lo tanto no posee otra consideración que la de un saber auxiliar. La filosofía puede servirse de la técnica (de la escritura, por ejemplo), pero la técnica no toma parte en la constitución de la verdad filosófica. La técnica no posee nada de original ni originario, es siempre algo derivado, supone siempre el origen (la vida y el saber pleno).
Este esquema dentro-afuera (al cual está ligado la oposición de la vida y la muerte) forma una barrera que hace que la filosofía sólo puede malinterpretar la técnica cuando la técnica misma se presenta como cuestión. La técnica no es nada. No hay —ni puede haber— una filosofía de la técnica.

### La cuestión del hombre
Según Stiegler, la técnica debe ser concebida como un constituyente antropológico. La tecnicidad participa originariamente en la constitución del hombre (la hominización). No hay anthropos sin techné, en tanto que origen inhumano de lo humano. Esta es la razón de que el ser humano no posea esencia sino por accidente. El hombre es ese viviente que no posee cualidades sino en cuanto añadido originario de artificialidad. Su naturaleza es originariamente secundaria. Si la esencia del hombre (su destino, su fin) se basa en el artificialidad, está siempre sometida a debate, controversia, polémica e incluso a la guerra. Este riesgo no posee fin. 

### Técnica y tiempo (3 vols.)
La Técnica y el tiempo esboza el corazón del proyecto filosófico de Stiegler, en particular de su tesis de que el papel de la técnica ha-sido reprimida. La serie contiene una lectura crítica y extensa de las obras de Andre Leroi-Gourhan, Martin Heidegger, Edmund Husserl e Immanuel Kant, desde la cual sostiene que la técnica no es un simple instrumento externo, sino un componente esencial y constitutivo de la existencia humana. También contiene su explicación de la "constitución cinemática de la conciencia". Los tres volúmenes existentes han sido publicados por Stanford University Press.

#### Volumen I: El pecado de Epimeteo
Stiegler inicia su proyecto filosófico reinterpretando el mito de Epimeteo, destacando la figura de Epimeteo como símbolo de la falta originaria del ser humano. Según Stiegler, esta carencia se compensa mediante la técnica, entendida como una forma de memoria exteriorizada, a partir de la cual es posible la transmisión cultural y la evolución histórica. Inspirándose en la antropología de Leroi-Gourhan, introduce el concepto de "epifilogénesis" para describir cómo la experiencia individual se acumula y se transmite a través de soportes técnicos, desde la escritura hasta las tecnologías digitales.

### Miseria simbólica (2 vols.)
Esta serie trata de las formas en que las tecnologías culturales, simbólicas e informativas se han convertido en un medio para industrializar la formación del deseo al servicio de la producción, con consecuencias destructivas para la individuación psíquica y colectiva. Stiegler describe sus conceptos de "organología general" y "genealogía de lo sensible" (una forma de pensar sobre la historicidad del deseo humano y la estética). Contiene extensas lecturas de Sigmund Freud, Gilles Deleuze, Alain Resnais, Bertrand Bonello, Andy Warhol y Joseph Beuys. 

### Incredulidad y Desprestigio (3 vols.)
La serie se ocupa de la producción de consecuencias destructivas para el mundo de los seres humanos, en particular con la pérdida de conocimientos técnicos y de savoir-vivre. (es decir, la pérdida del conocimiento de cómo hacer y cómo vivir), ha dado lugar a lo que Stiegler llama "proletarización generalizada". En esta serie, Stiegler deja en claro su opinión de que, a la luz del estado actual del sistema técnico global, no se trata de superar el capitalismo sino de transformar su base industrial para evitar su pérdida. En el segundo volumen, Stiegler introduce el concepto de "complejo de Antígona" para describir los efectos psicosociales de la destrucción de la autoridad, es decir, la destrucción del superyó en la política y la juventud. La serie contiene extensas lecturas de Paul Valery, Max Weber, Aristóteles y Herbert Marcuse, así como análisis de la crisis de mayo de 1968 y el crimen de Patricia y Emmanuel Cartier. El primer volumen fue publicado por Polity Press en 2011, el segundo en 2012 y el tercero en 2014.

### Constituyendo Europa (2 vols.)
En esta serie, Stiegler se preocupa por los efectos de la destrucción de la individuación psíquica y colectiva en Europa. Aboga por la necesidad de inaugurar un nuevo proceso de individuación a nivel global. Está en juego, dice, la creación de un nuevo "motivo" europeo que permitirá la reinvención de la civilización industrial.

## Politología
Para Bernard Stiegler, la cuestión fundamental de la política es cómo evitar que la destrucción del « capitalismo » y la productividad del consumo devengan en eso que la filosofía llama la « guerra ». La mundialización y el fenómeno de la uniformización de los comportamientos y de los modos de vida se oponen a la singularidad de los individuos y de las culturas. A través de la técnica digital, la americanización del mundo, del monopolio y del control de la distribución, el capitalismo se destruye a sí mismo, en la medida en que niega el concepto de singularidad, y la vocación combativa de las culturas.

## Obras
- La Technique et le temps. Tome 1: La faute d’Epiméthée (1994). ISBN 2-7186-0440-9
- La Technique et le temps. Tome 2: La désorientation (1996). ISBN 2-7186-0468-9
- Échographies de la télévision. Entretiens filmés (con Jacques Derrida, 1996). ISBN 2-7186-0480-8
- La Technique et le temps. Tome 3: Le temps du cinéma et la question du mal-être (2001). ISBN 2-7186-0563-4
- Passer à l'acte (2003). ISBN 2-7186-0616-9
- Aimer, s'aimer, nous aimer : Du 11 septembre au 21 avril (2003). ISBN 2-7186-0629-0
- De la misère symbolique : Tome 1. L'époque hyperindustrielle (2004). ISBN 2-7186-0635-5
- Philosopher par accident : Entretiens avec Elie During (2004). ISBN 2-7186-0648-7
- Mécréance et Discrédit: Tome 1, La décadence des démocraties industrielles (2004). ISBN 2-7186-0660-6
- Révolutions industrielles de la musique. Cahiers de médiologie n°18 (2004) (avec Nicolas Donin, dir. et al.). ISBN 2-213-62141-1
- De la misère symbolique: Tome 2. La Catastrophè du sensible (2005). ISBN 2-7186-0634-7
- Constituer l'Europe: Tome 1. Dans un monde sans vergogne (2005). ISBN 2-7186-0689-4
- Constituer l'Europe: Tome 2. Le motif européen (2005). ISBN 2-7186-0690-8
- Mécréance et Discrédit: Tome 2. Les sociétés incontrolables d'individus désaffectés (2006). ISBN 2-7186-0706-8
- Mécréance et Discrédit: Tome 3. L'esprit perdu du capitalisme (2006). ISBN 2-7186-0715-7
- Des pieds et des mains (2006). ISBN 2-227-47566-8
- La Télécratie contre la Démocratie (2006). ISBN 2-08-210569-5
- Réenchanter le monde : La valeur esprit contre le populisme industriel (2006, con Marc Crépon, George Collins et Catherine Perret). ISBN 2-08-210585-7
- De la démocratie participative : Fondements et limites (03/2007, con Marc Crépon). ISBN 2-7555-0033-6
- Prendre soin, de la jeunesse et des générations (2008).

De próxima aparición
- La société de l'information: Vers la guerre des esprits.